# Europacupen i ishockey 1975/1976
Europacupen i ishockey 1975/1976 startade den 13 november 1975, och avslutades den 9 december 1977.
Turneringen vanns av sovjetiska CSKA Moskva, som besegrade tjeckoslovakiska Poldi Kladno i finalspelet.

## Första omgången
| Lag 1            | Resultat  | Lag 2                 |
| ---------------- | --------- | --------------------- |
| SC Bern          | 5-2, 6-5  | Ferencvárosi TC       |
| SG Cortina       | 3-1, 1-12 | Düsseldorfer EG       |
| Tilburg Trappers | 4-3, 1-5  | HK Olimpija Ljubljana |
| ATSE Graz        | WO        | SC Saint-Gervais      |
| HK CSKA Sofia    | 0-8, 1-11 | SG Dynamo Weißwasser  |
| Gladsaxe SF      | 2-7, 0-12 | IF Frisk              |

 Tappara,  
 Brynäs IF  :  vidare direkt

## Andra omgången
| Lag 1           | Resultat  | Lag 2                 |
| --------------- | --------- | --------------------- |
| SC Bern         | 4-1, 8-3  | ATSE Graz             |
| IF Frisk        | 3-6, 1-14 | SG Dynamo Weißwasser  |
| Düsseldorfer EG | WO        | HK Olimpija Ljubljana |
| Tappara         | WO        | Brynäs IF             |

## Tredje omgången
| Lag 1                | Resultat | Lag 2           |
| -------------------- | -------- | --------------- |
| SC Bern              | 6-3, 1-8 | Düsseldorfer EG |
| SG Dynamo Weißwasser | 2-3, 0-3 | Tappara         |

 Poldi Kladno,  
 CSKA Moskva  :  vidare direkt

## Semifinaler
| Lag 1           | Resultat                | Lag 2        |
| --------------- | ----------------------- | ------------ |
| Düsseldorfer EG | 5-8, 3-4                | Poldi Kladno |
| Tappara         | 2-1, 4-5 (2-4 straffar) | CSKA Moskva  |

## Finaler
| Lag 1        | Resultat | Lag 2       |
| ------------ | -------- | ----------- |
| Poldi Kladno | 0-6, 2-4 | CSKA Moskva |